# Blepharella rex
Blepharella rex är en tvåvingeart som först beskrevs av Charles Howard Curran 1927.  Blepharella rex ingår i släktet Blepharella och familjen parasitflugor.
Artens utbredningsområde är Kongo. Inga underarter finns listade i Catalogue of Life.